# Diócesis de Bururi
La diócesis de Bururi (en latín: Dioecesis Bururiensis y en francés: Diocèse de Bururi) es una circunscripción eclesiástica de la Iglesia católica en Burundi. Se trata de una diócesis latina, sufragánea de la arquidiócesis de Buyumbura. Desde el 15 de febrero de 2020 su obispo es Salvator Niciteretse.

## Territorio y organización
La diócesis tiene 5983 km² y extiende su jurisdicción sobre los fieles católicos de rito latino residentes en las provincias de Bururi y Makamba.
La sede de la diócesis se encuentra en la ciudad de Bururi, en donde se halla la Catedral de Cristo Rey. 
En 2020 en la diócesis existían 25 parroquias.

## Historia
La diócesis fue erigida el 6 de junio de 1961 con la bula Candida Christi del papa Juan XXIII, obteniendo el territorio de la arquidiócesis de Gitega.
El 13 de abril de 1973 cedió una parte de su territorio para la erección de la diócesis de Ruyigi mediante la bula Ex quo Christus del papa Pablo VI.
Originalmente sufragánea de la arquidiócesis de Gitega, el 25 de noviembre de 2006 se convirtió en sufragánea de la arquidiócesis de Buyumbura.
El 17 de enero de 2009 cedió otra porción de su territorio para la erección de la diócesis de Rutana mediante la bula Ad aptius provehendam del papa Benedicto XVI.

## Estadísticas
Según el Anuario Pontificio 2021 la diócesis tenía a fines de 2020 un total de 675 610 fieles bautizados.
| Año                                                                             | Población            | Población | Población      | Sacerdotes | Sacerdotes    | Sacerdotes    | Bautizados por sacerdote | Diáconos permanentes | Religiosos | Religiosos | Parroquias |
| Año                                                                             | Bautizados católicos | Total     | % de católicos | Total      | Clero secular | Clero regular | Bautizados por sacerdote | Diáconos permanentes | Varones    | Mujeres    | Parroquias |
| ------------------------------------------------------------------------------- | -------------------- | --------- | -------------- | ---------- | ------------- | ------------- | ------------------------ | -------------------- | ---------- | ---------- | ---------- |
| 1969                                                                            | 136 206              | 461 690   | 29.5           | 49         | 7             | 42            | 2779                     |                      | 46         | 49         | 12         |
| 1980                                                                            | 154 200              | 427 700   | 36.1           | 29         | 7             | 22            | 5317                     |                      | 25         | 53         | 13         |
| 1990                                                                            | 215 447              | 656 056   | 32.8           | 23         | 22            | 1             | 9367                     |                      | 4          | 60         | 13         |
| 1998                                                                            | 309 024              | 782 377   | 39.5           | 35         | 33            | 2             | 8829                     |                      | 9          | 74         | 32         |
| 2001                                                                            | 309 024              | 782 377   | 39.5           | 36         | 34            | 2             | 8584                     |                      | 9          | 74         | 32         |
| 2002                                                                            | 370 841              | 900 016   | 41.2           | 68         | 68            |               | 5453                     |                      | 5          | 77         | 18         |
| 2003                                                                            | 397 903              | 916 608   | 43.4           | 53         | 53            |               | 7507                     |                      | 5          | 67         | 18         |
| 2004                                                                            | 412 526              | 969 157   | 42.6           | 59         | 59            |               | 6991                     |                      | 5          | 88         | 18         |
| 2006                                                                            | 413 960              | 966 391   | 42.8           | 76         | 76            |               | 5446                     |                      | 5          | 98         | 20         |
| 2012                                                                            | 467 000              | 1 256 000 | 37.2           | 71         | 70            | 1             | 6577                     |                      | 6          | 93         | 18         |
| 2015                                                                            | 538 613              | 1 333 000 | 40.4           | 82         | 80            | 2             | 6568                     |                      | 9          | 106        | 20         |
| 2018                                                                            | 658 400              | 1 462 660 | 45.0           | 105        | 105           |               | 6270                     |                      | 8          | 129        | 23         |
| 2020                                                                            | 675 610              | 1 524 060 | 44.3           | 122        | 121           | 1             | 5537                     |                      | 17         | 112        | 25         |
| Fuente: Catholic-Hierarchy, que a su vez toma los datos del Anuario Pontificio. |                      |           |                |            |               |               |                          |                      |            |            |            |

## Episcopologio
- Joseph Martin, M.Afr. † (6 de junio de 1961-17 de septiembre de 1973 renunció)
- Bernard Bududira † (17 de septiembre de 1973-19 de noviembre de 2005 falleció)
- Venant Bacinoni † (25 de junio de 2007-15 de febrero de 2020 retirado)
- Salvator Niciteretse, desde el 15 de febrero de 2020[5]